# Nikolai Efimov
Pour les articles homonymes, voir Efimov.
Nikolai Vladimirovich Efimov (en russe Никола́й Влади́мирович Ефи́мов) (né le 31 mai 1910 et mort le 14 août 1982) est un mathématicien soviétique.

Il est surtout réputé pour ses travaux en géométrie et ses livres aux Éditions Mir.

## Biographie
Un groupe de mathématiciens soviétiques dont Alexandre Alexandrov écrivit :

« Tous ceux qui connaissaient Efimov se souviennent de sa joie de vivre, sa gentillesse exceptionnelle envers les personnes, sa réflexion, et sa conscience extraordinaire et la rigueur dans toute son œuvre. S'associer avec lui était toujours intéressant; il était un homme de haute culture, un grand connaisseur et juge des arts, en particulier de la poésie et du théâtre. Non seulement dans son enseignement, l'édition et le travail administratif, mais dans toutes ses relations avec les gens autour de lui, il était en mesure de voir ce qui était important; et peut-être cette caractéristique de son personnage est apparu particulièrement vive dans sa recherche mathématique; les théorèmes d'Efimov occupent une place digne dans les mathématiques. Efimov était une personne remarquable et un grand mathématicien. Ceux qui le connaissaient vont toujours chérir sa mémoire vive dans leur cœur. »

## Distinctions
- prix Lobatchevski (1951)
- prix Lénine (1966)
- Il présenta Hyperbolic Problems in the Theory of Surfaces lors du Congrès international de mathématiques de 1966 à Moscou
- Élu membre de l'Académie des sciences de l'URSS en 1979.